# Baz Luhrmann
Mark Anthony Luhrmann, detto Baz (Sydney, 17 settembre 1962), è un regista, sceneggiatore e produttore cinematografico australiano.
È principalmente noto per aver diretto la "Trilogia del Sipario Rosso" composta dalla commedia romantica Ballroom - Gara di Ballo (1992) e dai drammi romantici Romeo + Giulietta di William Shakespeare (1996) e Moulin Rouge! (2001). È inoltre il regista delle pellicole Australia (2008), Il grande Gatsby (2013) ed Elvis (2022). Nel corso della sua carriera ha ottenuto due candidature al Premio Oscar per il miglior film per Moulin Rouge! e Elvis.

## Biografia
Figlio di Leonard Luhrmann e Barbara Carmel Brennan, Luhrmann trascorre quasi tutta la sua infanzia in campagna a Herron's Creek, insieme alla famiglia. Il padre gestisce una pompa di benzina, un allevamento di maiali e il cinematografo del paese. Quando i genitori divorziano si trasferisce a Sydney con la madre e i fratelli. Inizia a interessarsi alla recitazione e alla carriera da attore, e si iscrive al National Institute of Dramatic Art, dove inizia a interessarsi maggiormente alla messa in scena di opere teatrali a dispetto della recitazione. L'opera di sua concezione Strictly Ballroom, messa in scena con la sua compagnia Six Year Old Company, che attraversa l'Australia in tour per tutto il 1987, con un grande successo di pubblico e critica.
Nel 1981 esordisce al cinema come attore nel film Winter of Our Dreams di John Duigan, accanto a Judy Davis, al quale segue una seconda prova nel film The Dark Room di Paul Harmon. Dopo queste due esperienze decide di dedicarsi al teatro. A partire dagli anni ottanta inizia a produrre, allestire e dirigere spettacoli musicali e adattamenti di opere famose, tra i quali La bohème di Giacomo Puccini, riadattata e ambientata negli anni cinquanta.
Nel 1992 esordisce dietro la macchina da presa; la pièce teatrale Strictly Ballroom, ideata nel 1987, diventa un film, Ballroom - Gara di ballo, che offre una versione riveduta e corretta dell'idea di Luhrmann che sbanca il box-office australiano e vince diversi premi cinematografici internazionali. Il grande successo internazionale arriva nel 1996 grazie alla reinterpretazione in chiave postmoderna del classico Romeo + Giulietta di William Shakespeare, con Leonardo DiCaprio e Claire Danes, che riceve una candidatura all'Oscar alla migliore scenografia.
Nel 1999 pubblica il singolo Everybody's Free (To Wear Sunscreen), il cui testo è tratto dal celebre articolo Wear Sunscreen di Mary Schmich. La traccia riesce a inserirsi al primo posto delle classifiche in vari paesi.
Nel 2001 ottiene un nuovo grande successo grazie a Moulin Rouge!, con Nicole Kidman e Ewan McGregor, presentato in anteprima al Festival di Cannes 2001. Il film musical, ambientato nella Parigi bohemien, si caratterizza, come tutte le opere di Luhrmann, da una forte componente visiva e visionaria, con delle scenografie particolari e surreali. La colonna sonora del film è formata da brani celebri come All You Need Is Love dei Beatles, Pride (In the Name of Love) degli U2, Roxanne dei Police, The Show Must Go On dei Queen, Smells Like Teen Spirit dei Nirvana e Your Song di Elton John, reinterpretate e riproposte, a legare lo sviluppo della trama.
Il film vince due Oscar (migliore scenografia e migliori costumi) e tre Golden Globe (miglior film commedia o musicale, migliore colonna sonora originale e migliore attrice in un film commedia o musicale a Nicole Kidman). L'opera successiva del regista sarebbe dovuta essere un film su Alessandro Magno, ma la produzione precedente di Alexander di Oliver Stone ha bloccato il progetto. Nel 2012 ha lavorato a una trasposizione cinematografica del romanzo Il grande Gatsby con protagonisti Leonardo DiCaprio, Carey Mulligan e Tobey Maguire. Il film Il grande Gatsby è uscito nelle sale cinematografiche nel 2013. Nel 2022 torna nelle sale con un film biografico su Elvis Presley, che viene interpretato da Austin Butler.

## Stile e tematiche
Fin dai suoi esordi Baz Luhrmann si contraddistingue per un uso frenetico del montaggio e della macchina da presa. I repentini stacchi e gli animati movimenti di macchina, uniti a una messa in scena opulente, fanno avvicinare il cinema di Luhrmann a spettacoli di danza. Vi è una cura meticolosa per i costumi e le scenografie che sono enfatizzati da una fotografia brillante e colorata. Di grande importanza e impatto è l'uso delle musiche. Il cinema di Luhrmann, infatti, si può ascrivere alla corrente post-moderna dove storie, luoghi e contesti narrativi vengono sottratti dal loro locus originario e inseriti in situazioni decontestualizzate. Le musiche sono utilizzate per accrescere questo labile straniamento e il processo artistico che mira a riformulare i cliché narrativi e visivi di un genere. Particolare attenzione viene data, da parte di Luhrmann, al melò e al musical. Molto spesso si appropria di celebri romanzi o opere narrative, rielaborandoli e contemporaneizzandoli.

## Filmografia

### Regista

#### Lungometraggi
- Ballroom - Gara di ballo (Ballroom) (1992)
- Romeo + Giulietta di William Shakespeare (William Shakespeare's Romeo + Juliet) (1996)
- Moulin Rouge! (2001)
- Australia (2008)
- Il grande Gatsby (The Great Gatsby) (2013)
- Elvis (2022)

#### Cortometraggi
- Waist Up/Waist Down (2012)
- Ugly Chic (2012)
- The Exotic Body (2012)
- The Surreal Body (2012)
- Hard Chic (2012)
- Naïf Chic (2012)
- The Classical Body (2012)
- Schiaparelli & Prada: Impossible Conversations (2012)
- Erdem x H&M (2017)

### Televisione
- The Get Down (2016)

### Produttore
- Romeo + Giulietta di William Shakespeare (William Shakespeare's Romeo + Juliet), regia di Baz Luhrmann (1996)
- Moulin Rouge!, regia di Baz Luhrmann (2001)
- Australia, regia di Baz Luhrmann (2008)
- Il grande Gatsby (The Great Gatsby), regia di Baz Luhrmann (2013)
- Elvis, regia di Baz Luhrmann (2022)

### Sceneggiatore
- Ballroom - Gara di ballo (Ballroom), regia di Baz Luhrmann (1992)
- Romeo + Giulietta di William Shakespeare (William Shakespeare's Romeo + Juliet), regia di Baz Luhrmann (1996)
- Moulin Rouge!, regia di Baz Luhrmann (2001)
- Australia, regia di Baz Luhrmann (2008)
- Hard Chic, regia di Baz Luhrmann – cortometraggio (2012)
- Naïf Chic, regia di Baz Luhrmann – cortometraggio (2012)
- The Classical Body, regia di Baz Luhrmann – cortometraggio (2012)
- The Exotic Body, regia di Baz Luhrmann – cortometraggio (2012)
- The Surreal Body, regia di Baz Luhrmann – cortometraggio (2012)
- Ugly Chic, regia di Baz Luhrmann – cortometraggio (2012)
- Il grande Gatsby (The Great Gatsby), regia di Baz Luhrmann (2013)
- Elvis, regia di Baz Luhrmann (2022)

### Attore
- Winter of Our Dreams, regia di John Duigan (1981)
- Wandin Valley (A Country Practice) – serie TV, 4 episodi (1981-1982)
- The Dark Room, regia di Paul Harmon (1982)

## Riconoscimenti
- Premio Oscar
  - 2002 – Candidatura al miglior film per Moulin Rouge!
  - 2023 - Candidatura al miglior film per Elvis
- Golden Globe[5]
  - 1994 - Candidatura al miglior film commedia o musicale per Ballroom - Gara di ballo
  - 2002 – Candidatura al miglior regista per Moulin Rouge!
  - 2002 – Miglior film commedia o musicale per Moulin Rouge!
  - 2023 – Candidatura al miglior regista per Elvis
  - 2023 – Candidatura al miglior film drammatico per Elvis
- BAFTA
  - 1993 – Candidatura al miglior film per Ballroom – Gara di ballo
  - 1993 – Candidatura alla migliore sceneggiatura non originale per Ballroom – Gara di ballo
  - 1998 – Miglior sceneggiatura non originale per Romeo + Giulietta di William Shakespeare
  - 1998 – Miglior regista per Romeo + Giulietta di William Shakespeare
  - 2002 – Candidatura alla migliore sceneggiatura originale per Moulin Rouge!
  - 2002 – Candidatura al miglior regista per Moulin Rouge!
  - 2002 – Candidatura al miglior film per Moulin Rouge!
  - 2023 – Candidatura al miglior film per Elvis
- Festival di Cannes
  - 1992 – Premio dei giovani al migliore film straniero per Ballroom - Gara di ballo
  - 2001 – Candidatura alla Palma d'oro per Moulin Rouge
- David di Donatello
  - 2023 - Candidatura al miglior film straniero per Elvis
- Premio César
  - 2002 - Candidatura al miglior film straniero per Moulin Rouge
- Critics' Choice Awards
  - 2002 - Miglior regista per Moulin Rouge
  - 2023 - Candidatura al miglior regista per Elvis

## Discografia

### Album in studio
- 1997 – Something for Everybody

### Singoli
- 1999 – Everybody's Free (To Wear Sunscreen)
- 1999 – When Doves Cry - Happy Feet